# Garfield Kennedy
Pour les articles homonymes, voir Kennedy.
Garfield Kennedy est un producteur, scénariste et réalisateur britannique né le 21 août 1951 à Belfast (Irlande du Nord).

## Filmographie

### comme producteur
- 1999 : Pandemic: The Case of the Killer Flu (TV)
- 1999 : The Great Balloon Race (TV)
- 2002 : The Fall of Shug McCracken
- 2002 : Why the Towers Fell (TV)
- 2003 : All Over Brazil
- 2003 : Paw
- 2003 : Bye-Child
- 2005 : The Grandparents
- 2005 : Winning Streak

### comme scénariste
- 1999 : The Great Balloon Race (TV)
- 2002 : Why the Towers Fell (TV)
- 2005 : The Grandparents

### comme réalisateur
- 1999 : The Great Balloon Race (TV)
- 2002 : Why the Towers Fell (TV)